# Cinchona mutisii
Cinchona mutisii és una planta del gènere Cinchona, de la família de les rubiàcies. Va ser descrita científicament per primer cop pel botànic A.Lambert, tal volta basant-se en el llibre Flora peruviana III de Ruiz Pavón i Jiménez-Villanueva. La C. mutisii rebé el seu nom científic en homenatge al botànic i explorador Celestino Mutis.
És endèmica de l'Equador, on es fa a altituds entre 2.300 i 2.950 m. En estat natural hom només en documenta una població a l'equatorià Parc Nacional Podocarpus, amenaçada per la mineria i la desforestació. Forma arbustos grans o arbres petits, de fins a 12 metres d'alçada, amb l'escorça gris pàl·lid o negre. Les branques són erectes. Les fulles són allargades, punxegudes i cobertes de pèls; les flors són de color rosat-vermell i creixen en panícules. Les càpsules són oblongues i de no gens grans. Com totes les altres cincones, la seva escorça conté quinina: segons Joaquín Fernández Pérez Datos inéditos obtenidos de análisis de cortezas... (1997), un 0,45%.